# Jacky Buchmann
Jacques Jean Henri (Jacky) Buchmann (Kapellen, 5 maart 1932 - 24 mei 2018) was een Belgisch ondernemer en politicus voor de PVV / VLD.

## Levensloop

### Jeugd
Buchmanns vader maakte deel uit van een groep Elzassers die in de jaren 20 naar België emigreerden. Elzas kent een lange geschiedenis van glasnijverheid. Arthur Buchmann startte een fabriek in brillenglazen op in het Antwerpse Kapellen. Dit bedrijf werd vervolgens overgenomen door zijn zoon die het uitbouwde tot een van de marktleiders in haar segment.

### Politiek engagement
Zowel de CVP als de PVV klopten bij hem aan met vraag om lid te worden. Het werd uiteindelijk de liberale familie. Meteen trad hij toe tot het Kapelse partijbestuur en in 1970 nam hij voor het eerst deel aan de gemeenteraadsverkiezingen. Hij werd rechtstreeks verkozen vanop de tweede plaats op de PVV-lijst. De partij werd echter naar de oppositie verbannen, waar hij en de partij twaalf jaar verbleven.
Op 1 januari 1977 vond de grote fusie van gemeenten plaats, waarbij het aantal gemeenten van 2.359 werd verminderd tot 596. Dankzij een voorstel van onder andere Buchmann werden de wijken Hoogboom, De Sterre, Zilverenhoek en de buurt van de Fortsteenweg overgedragen van Ekeren naar Kapellen. Om de partij verder te versterken startte hij met sociaal dienstbetoon vanuit een zestiental locaties. Tijdens zulke momenten behandelde hij vragen die de mensen bezighielden zoals onder andere vragen betreffende de legerdienst, pensioenen en onderwijs. Daarnaast was hij de drijvende kracht achter een burgemeestersbal, waarmee PVV Kapellen de eerste partij werd met zulke traditie in de regio.
Van 1974 tot 1977 en van 1978 tot 1985 was Buchmann eveneens lid van de Kamer van volksvertegenwoordigers voor het arrondissement Antwerpen, waarna hij van 1985 tot 1995 voor hetzelfde arrondissement lid was van de Belgische Senaat en was van 1992 tot 1995 ondervoorzitter van de assemblee. Hierdoor zetelde hij van 1974 tot 1977 en van 1978 tot 1980 automatisch ook in de Cultuurraad voor de Nederlandse Cultuurgemeenschap en van 1980 tot 1995 in de Vlaamse Raad.

### Bestuursverantwoordelijkheid
Al het basiswerk in Kapellen resulteerde omstreeks 1982 in bestuursverantwoordelijkheid in de gemeente, waarna hij werd benoemd tot burgemeester. Een jaar eerder, in december 1981, was hij aangesteld als minister van Huisvesting in de allereerste Vlaamse regering Geens I. Na de verkiezingen van 1985 maakte hij de overstap naar de federale regering, alwaar hij minister van Middenstand werd in de regering-Martens VI en daarna de regering-Martens VII. In 1987 werd het verbod op cumul doorgevoerd en werd hij als burgemeester vervangen door partijgenoot Jan Kerremans. Hij bleef minister tot in mei 1988 en werd toen opnieuw burgemeester van Kapellen.

### Buchmann Optical Holding, de zaak-Stuyck
Buchmann was verantwoordelijk voor de internationalisering van het bedrijf en vormde het om tot Buchmann Optical Holding (BOH). Zo nam hij het Franse Briot over, een bedrijf dat zich toelegde op de productie van apparatuur voor opticiens. Later nam hij een meerderheid over van het Israëlische Pro-Laser. In 1990 kwam hij in opspraak in een zaak van valse facturen, die bekendstaat als de zaak-Stuyck. Hierdoor kon hij niet benoemd worden als burgemeester. Doordat hij de voorgaande legislatuur titelvoerend burgemeester was, kon hij evenwel actief zijn als waarnemend burgemeester. Na de lokale verkiezingen van 2000 werd hij opgevolgd door Dirk Van Mechelen. Deze was ooit nog zijn politieke carrière begonnen als Buchmans kabinetssecretaris. Buchmann werd OCMW-voorzitter. Deze functie oefende hij uit tot de lokale verkiezingen van 2006.
In 1999 werd de distributiepoot van BOH overgenomen door het Japanse Hoya. Tot zijn dood was Buchman CEO van het bedrijf. In 2006 cumuleerde hij 16 mandaten. In 2010 liet hij 100 werknemers ontslaan na een verlies van 1.500.000 euro, dat voortkwam uit een omzetdaling van 10%. In 2009 nam hij afscheid van de politiek. In 2010 ten slotte werden de overige activiteiten van het bedrijf overgenomen door het Franse Luneau.

### Koninklijke Belgische Ruitersportfederatie
In 1990 werd hij een eerste maal verkozen als voorzitter van de Koninklijke Belgische Ruitersportfederatie (KBRSF). Hij oefende dat mandaat tot in 2018 uit. Daarnaast was hij organisator van de Jumping Kapellen.